# Kostrzyna (gmina Panki)
Kostrzyna – wieś w Polsce położona w województwie śląskim, w powiecie kłobuckim, w gminie Panki.
W latach 1975–1998 miejscowość należała administracyjnie do województwa częstochowskiego.